# Монумент Дружбы (Уфа)
«Дру́жба» (баш. Дуҫлыҡ; разг. монумент Дружбы) — монумент в честь 400-летия присоединения (вхождения) исторического Башкортостана в состав Русского государства, на Первомайской площади в городе Уфе. Установлен в историческом центре города — Старой Уфе — на Троицком холме, где ранее находились Уфимский кремль и уничтоженная Троицкая церковь.
Объект культурного наследия России федерального значения — памятник истории охраняется государством.

## История
Ранее на месте нынешнего монумента Дружбы располагался деревянный Уфимский кремль, сгоревший во время одного из крупных пожаров. Позднее здесь была возведена Троицкая церковь, закрытая в 1930 году и взорванная в июне 1956 года.
В 1957 году торжественно отмечалось 400-летие добровольного вхождения Башкирии в состав Русского царства. В этом же году, 14 июня, состоялась закладка памятника, на месте которого была установлена мраморная плита с надписью:
«Здесь будет сооружён монумент в память 400-летия добровольного присоединения Башкирии к Русскому государству»
Однако даже проектирование памятника началось только через 4 года, а его открытие состоялось только 7 августа 1965 г. Авторами памятника выступили московские скульпторы М. Ф. Бабурин и Г. П. Левицкая, а также архитекторы Е. И. Кутырев и Г. И. Гаврилов. Сами скульптуры были отлиты на ленинградском заводе «Монумент-скульптура».
Символами идеи дружбы выступают две высокие вертикальные стелы, выполненные из розового гранита. Эти стелы имеют форму меча, рукоятью закопанного в землю. Их высота составляет 30 м.
В основании памятника находятся бронзовые скульптуры двух женщин, которые сидят по обе стороны от стелы полуоборотом друг другу. В руках у скульптур, изображающих Россию и Башкортостан, символы мира — лавровые венки. На монументе высечены годы «1557 — 1957» и надпись:
СЛАВА ВЕЛИКОЙ БРАТСКОЙ ДРУЖБЕ РУССКОГО И БАШКИРСКОГО НАРОДОВ 
 РУС ҺӘМ БАШҠОРТ ХАЛЫҠТАРЫНЫҢ БӨЙӨК ТУҒАНЛЫҠ ДУҪЛЫҒЫНА ДАН
Кроме того, чугунные барельефы на монументе изображают момент принятия башкирскими биями русского подданства, рукопожатие русского и башкирского рабочих, символики строительства, сельского хозяйства, промышленности, науки и культуры — всего около 40 фигур.
Помимо рельефа с изображением акта принятия подданства, на четырёхгранном основании обелиска установлены ещё три. Центральный рельеф, обращённый в сторону города, изображает радость трудовой победы. Крепкое рукопожатие русского и башкирского рабочих — смысловой и композиционный центр рельефа. Рядом находящиеся фигуры помогают раскрытию смысла происходящего события, образно показывают строительство, сельское хозяйство, промышленность. Близки к этому рельефу и два других, расположенных по боковым сторонам основания на темы науки и культуры. На рельефах изображено около сорока фигур, отлитых из бронзы. Это позволило обогатить рельефы игрой на соотношении цвета бронзы и синего гранита. К подножью памятника от реки Белой ведёт лестница из гранита (96 ступеней).
Сооружение Монумента Дружбы — пример комплексного архитектурного, скульптурного и конструктивного решения. Оригинальность состоит в том, что центр тяжести монумента находится ниже планировочной отметки земли, что даёт сооружению необходимую устойчивость.
Памятник имеет очень массивный фундамент диаметром 13 и высотой 6 метров. Прототипами женских фигур выступили реальные женщины: русская женщина создавалась скульптором Бабуриным со своей дочери, а башкирская — с Зухры Муратовой, которая позировала для памятника 4 месяца.
На открытии памятника народный поэт Башкирской АССР Мустай Карим сказал: «Мы завещаем потомкам. Пока стоят горы Урала, пока текут воды Агидели, пока матери кормят грудью своих детей — быть верными знамени дружбы и братства, обагрённому совместно пролитой кровью, осенённому общей славой».
В 2006 году в период проведения «Года благоустройства в Республике Башкортостан» и к 450-летию вхождения Башкортостана в состав России была проведена реконструкция монумента Дружбы и облагораживание прилегающей территории.

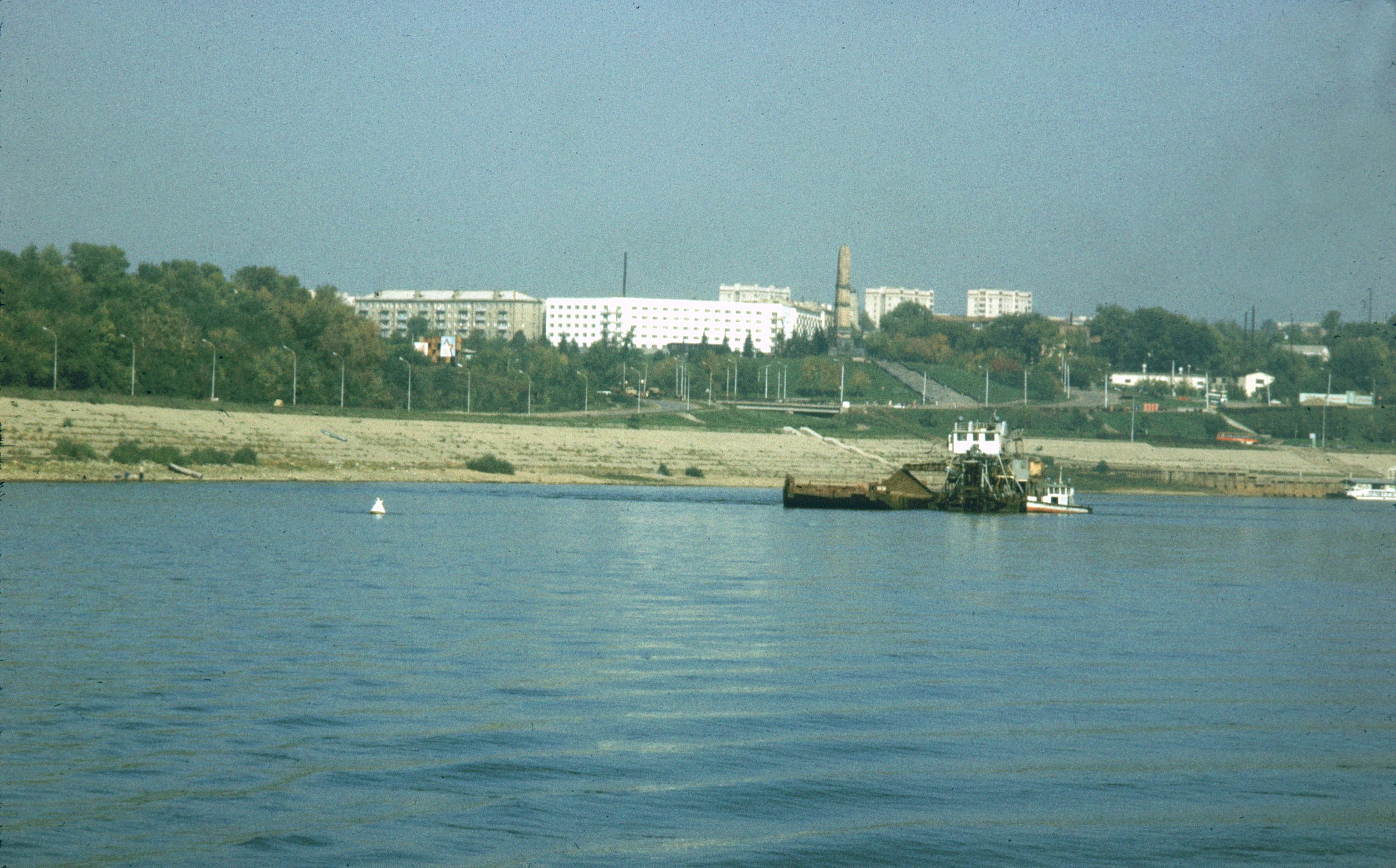
1989 год
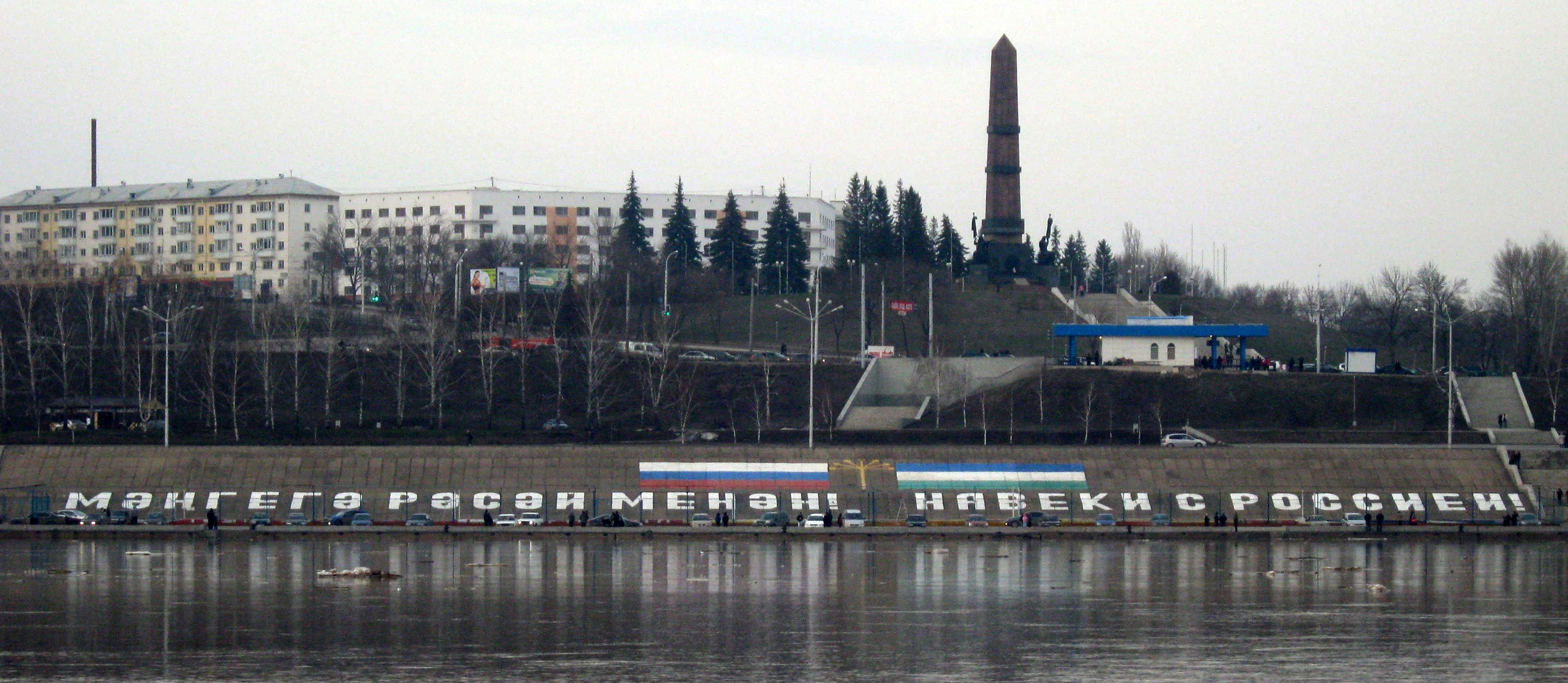
2011 год
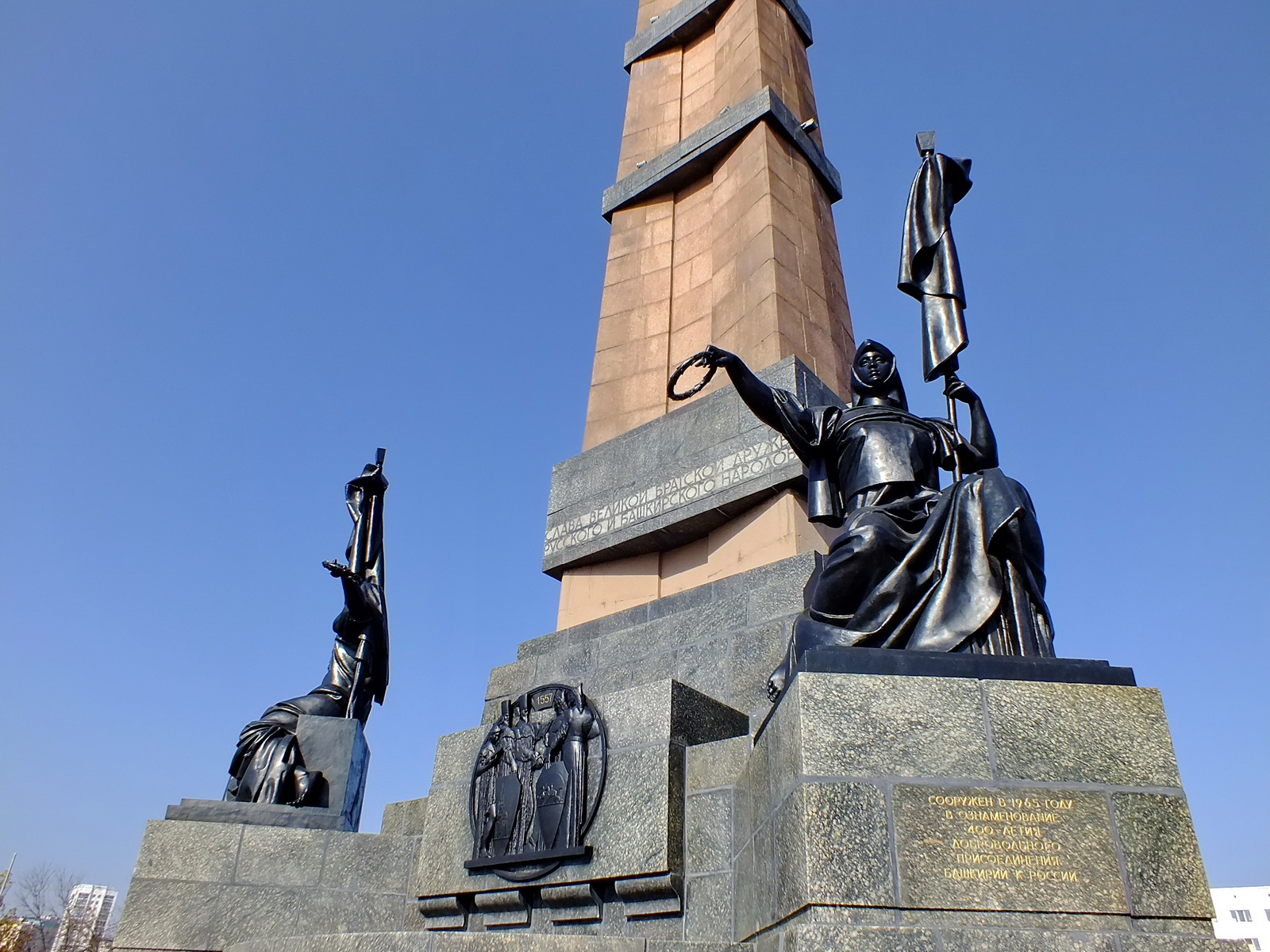
2015 год
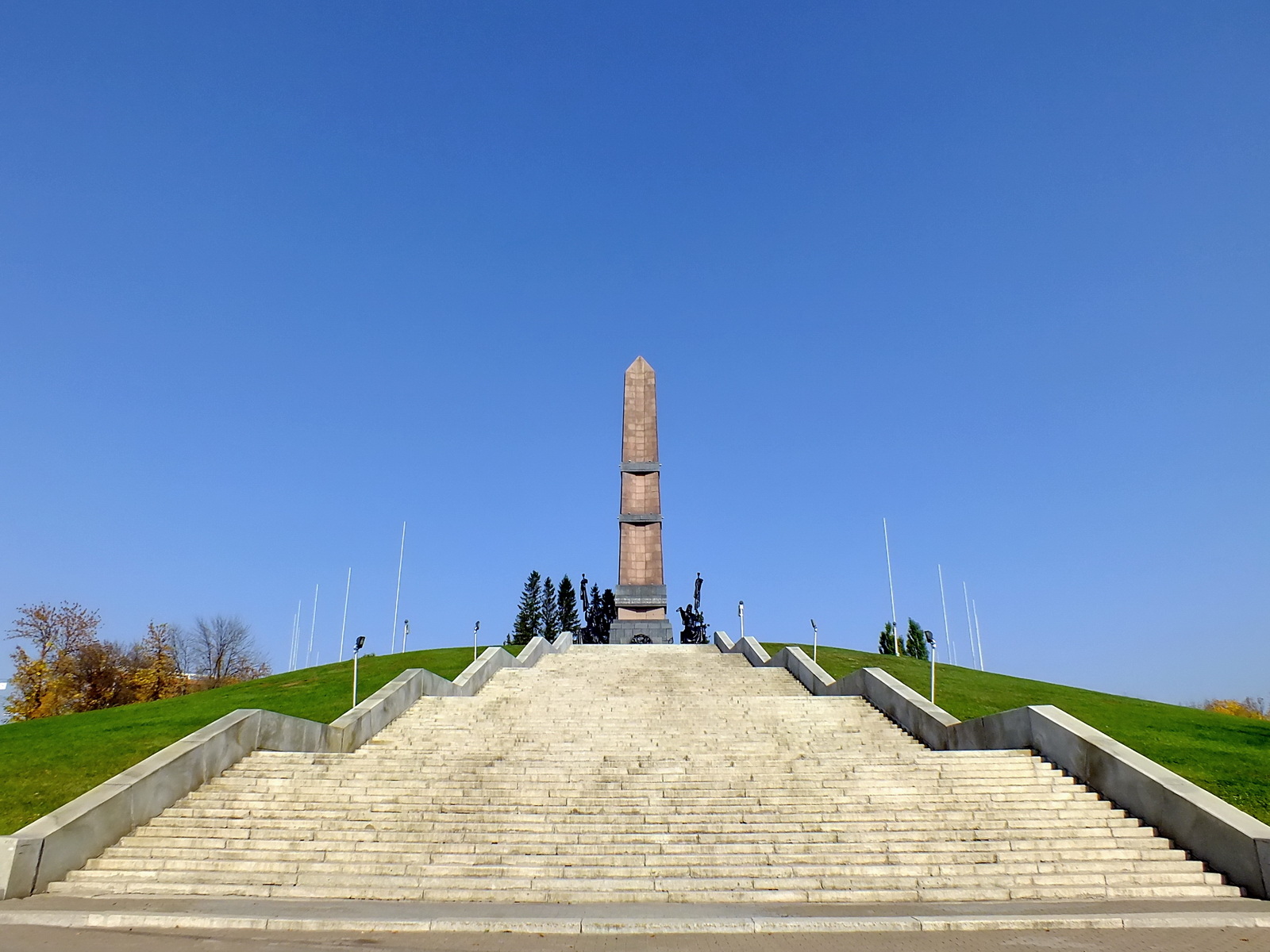
2015 год
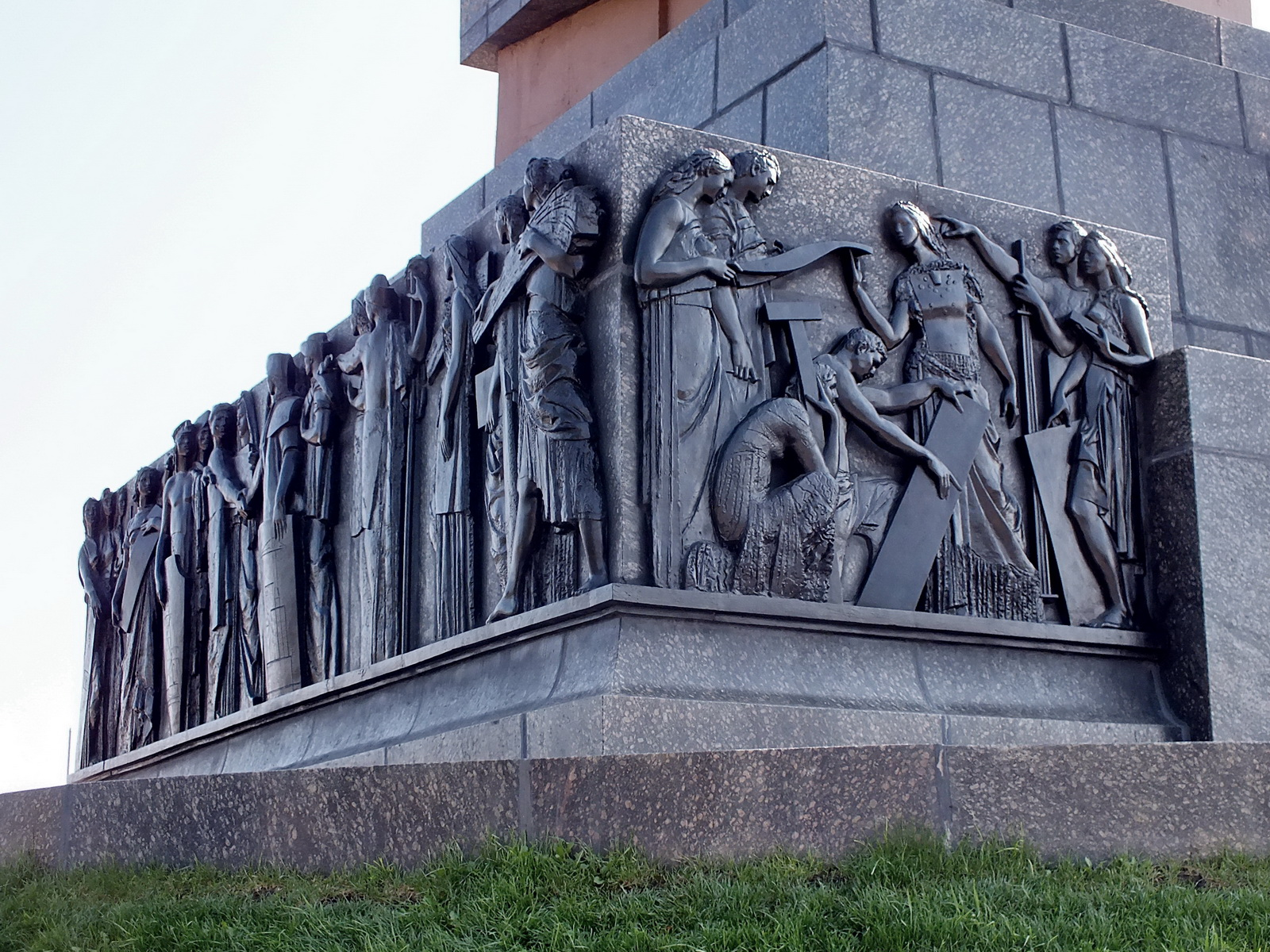
2015 год
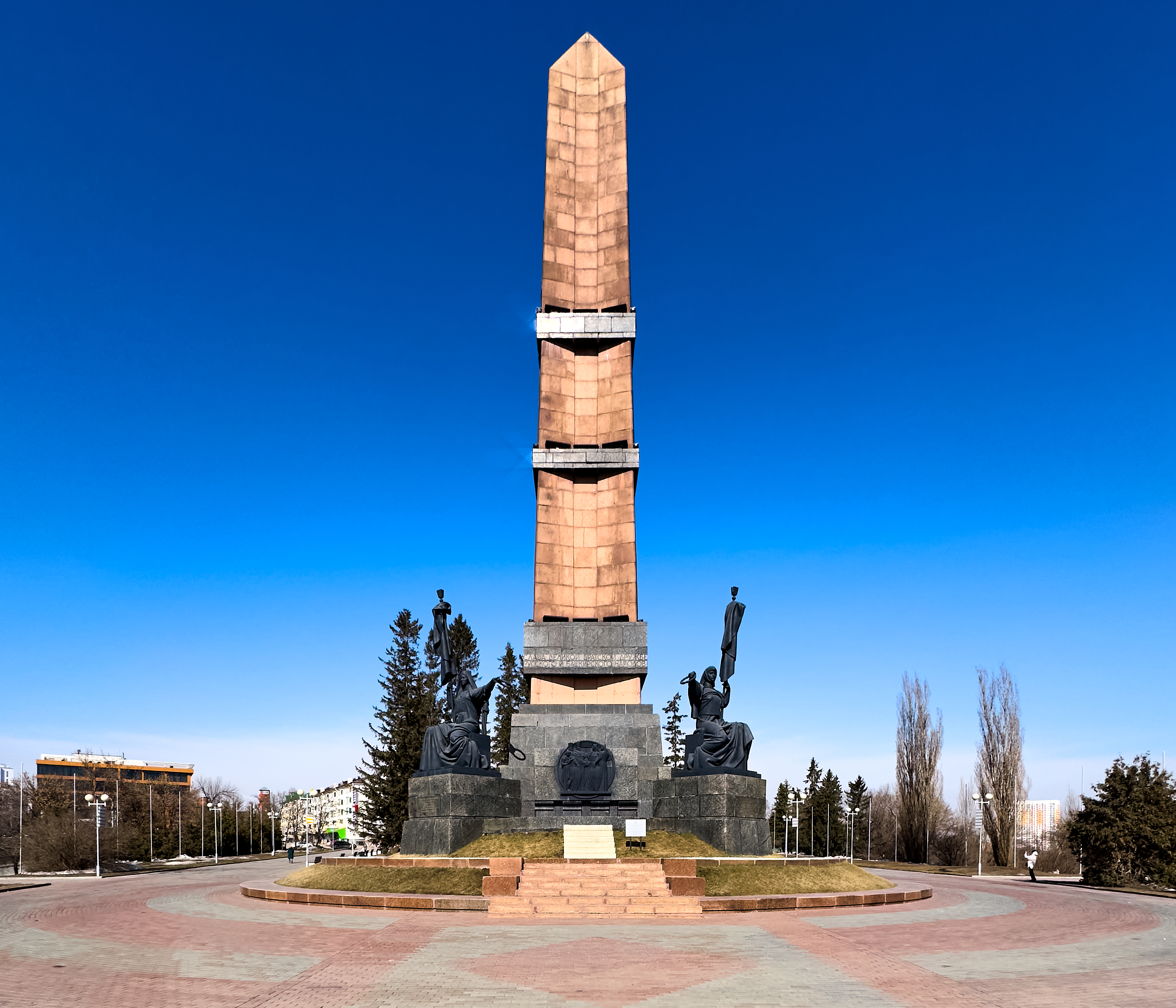
2025 год
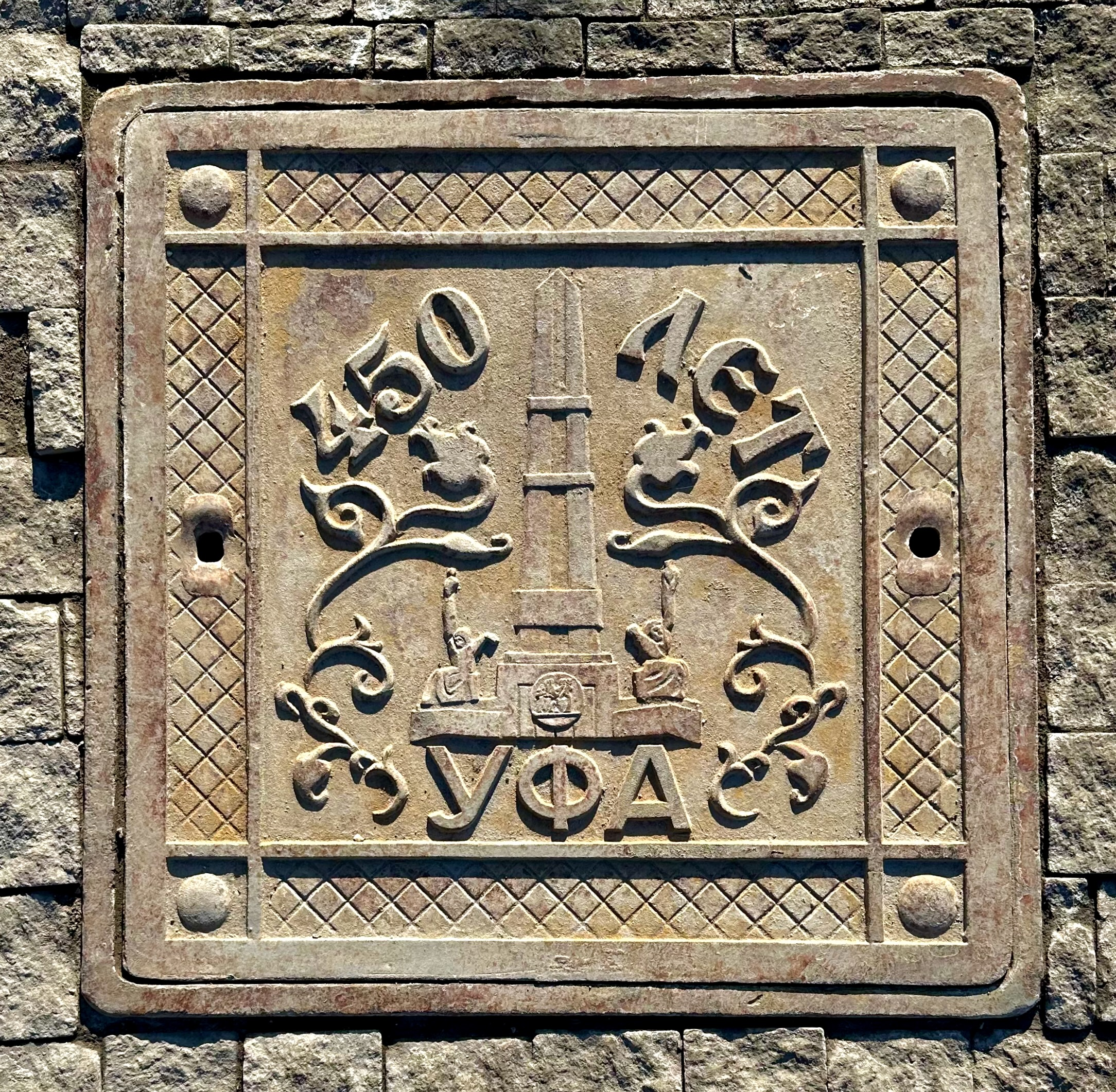
Монумент на эмблеме к 450-летию Уфы
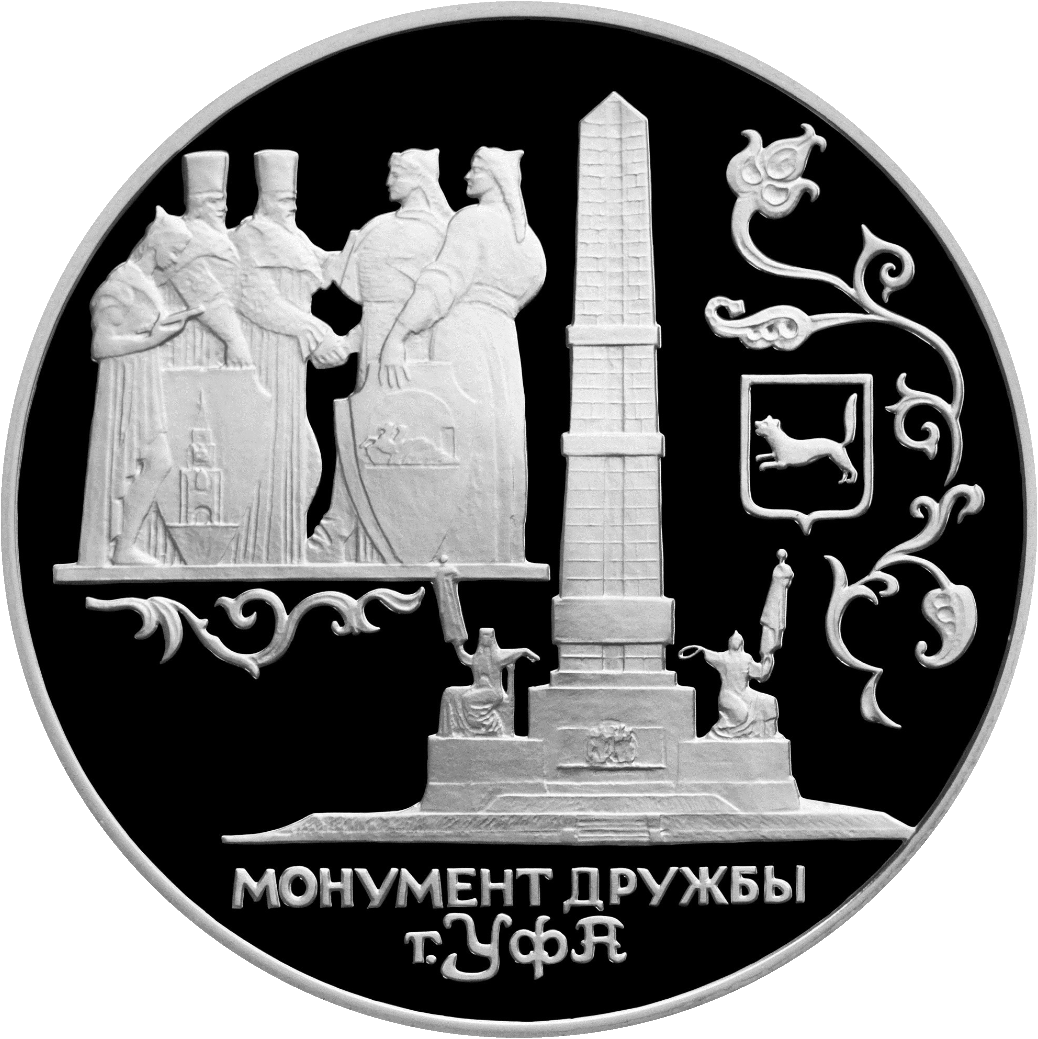
Монумент на памятной монете Банка России (1999)